# محمود توفيق (مهندس)
محمود توفيق خبير في الأمن السيبراني وأمن المعلومات وعضو مجلس أمناء معهد مهندسي الكهرباء والإلكترونيات في مصر (IEEE). ويشغل منصب المدير التنفيذي لمجموعة فيكسد جروب المجموعة الوطنية المتخصصة في مجال التحول الرقمي وأمن المعلومات.
وتُعد مجموعة فيكسد جروب تحت قيادته من الكيانات الوطنية المهمة التي تساهم بفاعلية في تطوير البنية التحتية الرقمية في مصر وذلك من خلال تقديم حلول متكاملة في التحول الرقمي الذي يشمل أتمتة العمليات وتطوير الأنظمة الرقمية وتقديم الاستشارات اللازمة للمؤسسات الحكومية والخاصة للانتقال السلس والآمن إلى البيئة الرقمية.
ويولي اهتمامًا خاصًا لأمن المعلومات نظرًا للأهمية القصوى لحماية البيانات والمعلومات في العصر الرقمي. وتتضمن خبرته في هذا المجال وضع استراتيجيات وسياسات الأمن السيبراني وتحليل المخاطر السيبرانية وتطوير أنظمة الكشف عن الاختراقات ومنعها وتقديم حلول الحماية المتقدمة ضد الهجمات السيبرانية المتزايدة التعقيد. ويهدف من خلال عمله إلى بناء حصون رقمية قوية تحمي الأصول المعلوماتية الحساسة للمؤسسات والشركات وبالتالي تعزيز الثقة في الأنظمة الرقمية.

## الحياة المهنية
أسس شركة فيكسد سوليوشنز عام 2007 وشغل منصب المدير التنفيذي للشركة وساهم في توسيع انشطة الشركة لتشمل خدمات مثل الأمن السيبراني وتطوير البرمجيات والحوسبة السحابية وتحليل البيانات والذكاء الاصطناعي. ومن ثم تطورت لتصبح فيكسد جروب ويندرج تحتها أربع شركات تعمل تحت هوية موحدة وهي:
فيكسد سوليوشنز للحلول الرقمية المتكاملة.
وفيكسد سايبر سيكيوريتي وتختص في تقديم خدمات الأمن السيبراني وحماية البيانات.
وفيكسد هوستنج وهي شركة تقدم خدمات الاستضافة والحوسبة السحابية.
وفيكسد إنوڤيشن وتُعنى بتطوير الحلول التكنولوجية المبتكرة ودعم ريادة الأعمال.

## الإشراف على المشاريع الكبرى
قَاد المهندس محمود توفيق الإشراف على تطوير وتنفيذ عدد من المشاريع القومية الكبرى منها:
- شارك بالإشراف على تنفيذ منصة مصر الرقمية.[12] وتم تنفيذها بالشراكة بين الحكومة والقطاع الخاص باستخدام خبرات ومنتجات وطنية.
- كما شارك بالإشراف على تنفيذ وتأمين منصة الكهرباء الموحدة[13] والتي تهدف إلى تيسير الحصول على الخدمات الكهربائية للمواطنين بطريقة رقمية متكاملة.
- كما قاد مجموعة فيسكد جروب لتقديم خدمات التوقيع الإلكتروني بعد حصولها على الترخيص من  هيئة تنمية صناعة تكنولوجيا المعلومات ايتيدا التابعة لوزارة الاتصالات وتكنولوجيا المعلومات لدعم المشروعات الاستراتيجية للتحول الرقمي بمصر.[14]
- كما أشرف على تنفيذ منصة "الإشراف العلمي" للطلاب بالتعاون مع وزارة التعليم العالي والبحث العلمي والتي تهدف إلى سرعة إتمام الإجراءات الخاصة بوضع الطلاب والطالبات، تحت الإشراف العلمي من خلال ميكنة دورة العمل.[15]
- كما أشرف على تنفيذ منصة "ادرس في مصر" بالتعاون مع وزارة التعليم العالي والبحث العلمي والتي تهدف الي تقديم وتيسير الخدمات على الطلاب الوافدين للدراسة في الجامعات المصرية.[15]
- كما أشرف على تقديم خدمات تأمين قنوات الدفع الإلكتروني لشركة إيزي كاش EasyCash Wallet لخدمات الدفع الإلكتروني للارتقاء بخدمات الدفع الإلكتروني.[16]

## الشراكات والمساهمة بالمؤتمرات
- شارك كرئيس تنفيذي للقمة الثانية لأمن أنظمة التحكم وتأمين البنية التحتية الحرجة للدولة (ICS) تحت رعاية وزارة الاتصالات وتكنولوجيا المعلومات ووزارة الكهرباء والطاقة المتجددة.[17][18][19]
- كما أشرف على توقيع بروتوكول تعاون بين فيكسد جروب و بنك مصر لتقديم خدمات التحول الرقمي وأمن المعلومات.[20]
- كما أشرف على توقيع اتفاقية تعاون مشترك مع الشركة المصرية للخدمات المجتمعية (خدماتي) لتقديم الخدمات الالكترونية وتطوير منظومة الخدمات المقدمة للمواطنين وذلك للارتقاء بمستوي الخدمات المقدمة للمواطنين.[21]
- كما أشرف على توقيع اتفاقية مع مؤسسة جامعات المعرفة الدولية في مجال الأمن السيبراني ولتطوير الخدمات المقدمة للطلاب.[22][23]
- كما أشرف على توقيع اتفاقية شراكة استراتيجية وتعاون مشترك مع عرب سات وإيجيبت سات للتعاون في مجال خدمات التحول الرقمي والأمن السيبراني.[24]
- كما شارك في تقديم خدمات تأمين قنوات الدفع الإلكتروني لشركة الأهلي ممكن، إحدى شركات "الأهلي تمكين" التابعة للبنك الأهلي المصري ضمن شراكة تهدف إلى دعم البنية التحتية للمدفوعات الرقمية وتعزيز الشمول المالي في مصر.[25]
- كما شارك في معرض بلاك هات الشرق الأوسط وأفريقيا والذى يعد الحدث الأكبر في مجال الأمن السيبراني وتكنولوجيا تأمين البيانات في الشرق الأوسط وأفريقيا.[26]
- كما شارك في مؤتمر أمن المعلومات والأمن السيبراني “CAISEC’22 " بمشاركة عدد من الشركات العملاقة مثل: ديل تكنولوجيز ومجموعة بنية وإى فاينانس وشركات مايكروسوفت وسيسكو وهواوي وانتل واورنج والبنك التجاري الدولي وشركات ستار لينك وسايشيلد وفي إم وير وكاسبرسكي واكسكلوسيف نتوركس وبروف بوينت وسايبر فورس وسيتريكس وألكان تليكوم وفيكسد جروب وبرق ولوجريثم وفيس بوينت وفيكتوري لينك وتاليس ونت سكاوت وانومالي وتوب تك.[27]

## التدريب والمسؤولية الاجتماعية
- نظرا لإيمانه بأهمية المسؤولية الاجتماعية قام برعاية فصل دراسي خيري من خلال فيكسد جروب بالتعاون مع مؤسسة "من أحياها" دعمًا للتعليم في المناطق الأكثر احتياجًا.[28]
- كما أشرف على تدريب 2,000 شاب ضمن مبادرة "شباب مصر الرقمية" تحت رعاية الدكتور عمرو طلعت وزير الاتصالات وتكنولوجيا المعلومات وبالشراكة مع المعهد القومي للاتصالات.[29][30]